# Geocentrismus

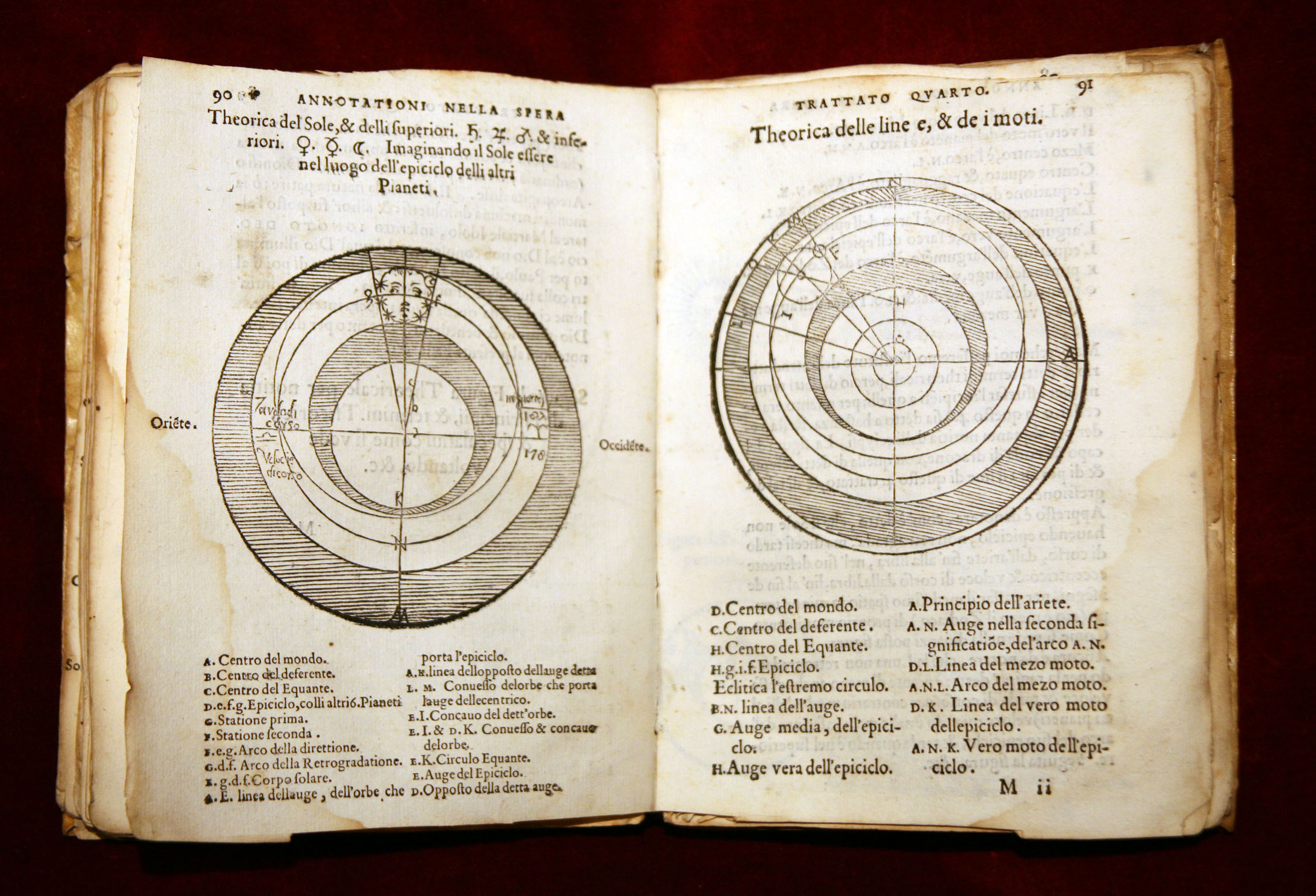
Dvojstrana z Annotazione ze Sacroboscova Tractatus de Sphaera představující ptolemaiovský systém různě sesazených sfér

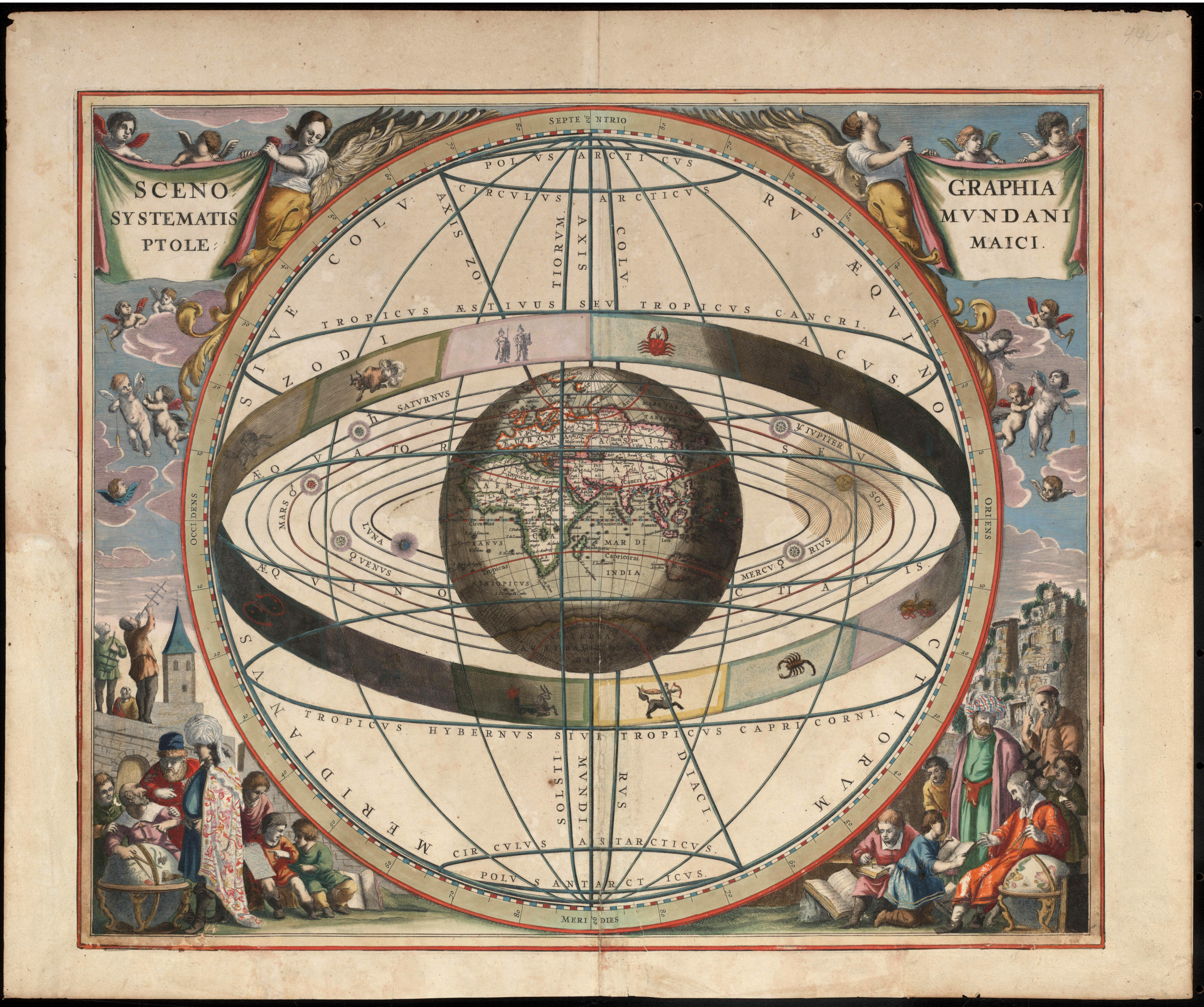
Geocentrický kosmos – zjednodušené celkové schéma

Geocentrismus je historický kosmologický model, v němž Země je středem vesmíru a všechna nebeská tělesa krouží kolem ní. Prosadil se již ve starověku a na začátku novověku byl nahrazen heliocentrismem, podle kterého Země obíhá kolem Slunce. Tato změna, tzv. koperníkovský obrat, měla význam pro dějiny lidského poznání, pro rozvoj astronomie a fyziky, ale také pro filozofii a teologii.

## Historie
Jako pojetí vesmíru vznikl v klasickém období starověkého Řecka a byl spojován s představou Země jako koule, což znamenal vědecký pokrok oproti starší představě ploché Země. Systematická formulace se dochovala u filozofa Aristotela, podstatně ho upřesnil starověký astronom Klaudios Ptolemaios. Přestože s heliocentrickým modelem přišel již Aristarchos ze Samu v 3. století př. n. l., autorita díla Aristotela a Ptolemaia převážila a geocentrismus se stal nezpochybňovaným modelem po celý středověk nejen v Evropě, ale i v islámském světě v době vědeckého rozkvětu.
Geocentrický model zpochybnil Mikuláš Koperník roku 1533 ve svém díle O pohybu nebeských těles, protože pohyb lze jednodušeji vysvětlit jako pohyb těles sluneční soustavy. Katolická církev z teologických důvodů podporovala zachování geocentrismu a na počátku 17. století dala řadu knih odporujících geocentrismu na Index zakázané literatury. Nicméně i katoličtí astronomové včetně Clavia nebyli spokojeni s ptolemaiovským systémem, a mnoho z nich přešlo ke konkurenčnímu Tychonovu systému, geocentrickému kompromisu; po roce 1633 používání tohoto systému v katolických zemích převážilo. K tomu pomohlo dílo Galileo Galileiho a Johannese Keplera, na jejichž základě vytvořil koncem 17. století Isaac Newton mechaniku, základ klasické fyziky.

## Filozofické zdůvodnění

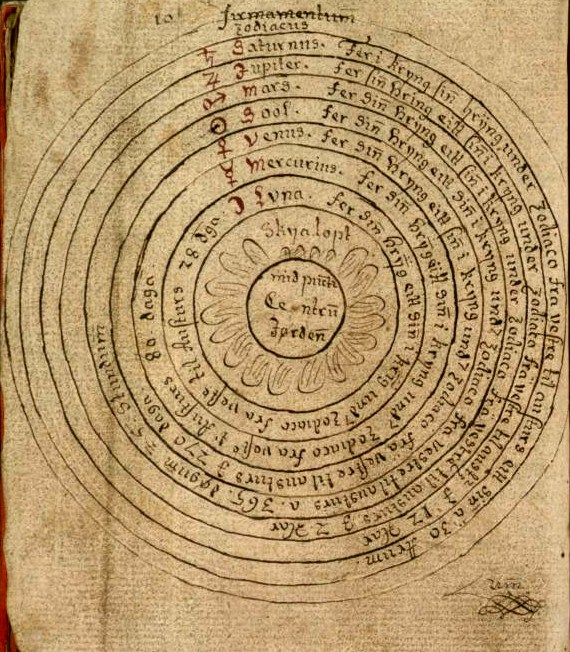
Kresba geocentrického modelu z islandského manuscriptu datovaného okolo roku 1750

Geocentrismus, ilustrace z bible Martina Luthera

Antičtí učenci zjistili, že Země je kulatá a nevyplňuje podstatnou část kosmu, naopak je oproti němu zanedbatelně malá. Podle jejich filozofických úvah se nad Zemí nachází řada soustředných sfér, které kolem Země rotují a unášejí hvězdy a planety. Čím je sféra vzdálenější, tím rychleji rotuje. Nejvzdálenější je sféra stálic, která rotuje nejrychleji (jednou za necelý den). Od ní směrem k Zemi pak následují sféry Saturnu, Jupiteru, Marsu, Slunce, Venuše, Merkuru a Měsíce. Toto pořadí je dáno rychlostí pozorované rotace těchto těles kolem nehybné Země. Vzhledem k tomu, že planety i Slunce se po obloze zdánlivě pohybují proti směru, kterým pro pozemského pozorovatele rotují hvězdy, je jejich složený pohyb skutečně pomalejší a to ve výše uvedeném pořadí.
Byli to pravděpodobně Pythagorejci (kteří ale geocentrický systém odmítli a měli systém vlastní), kdo do řeckého myšlení zavedli představu pohybu božských planet rovnoměrným kruhovým pohybem se zdůvodněním, protože jde o nejdokonalejší pohyby a nic nedokonalého nebo chaotického nemá na nebi místo. Pro řecké filozofy se tato myšlenka stala velmi důležitou. Protože si ale uvědomovali, že planety po nebeské sféře neputují takto jednoduchým způsobem, snažili se jejich pohyb vysvětlit pohybem složeným z více než jednoho kruhového pohybu a nebesa rozdělili do většího počtu soustředných i nesoustředných plných i dutých sfér, kdy sféry unášející planety rotují uvnitř jiných sfér s odlišnou rotací. Klaudios Ptolemaios propracoval geometrický systém pomocí babylonské matematické astronomie natolik důkladně, že pomocí něj bylo možné předpovídat polohy planet se značnou přesností a byl základem astronomie až na práh novověku.
Po vynálezu knihtisku byly Ptolemaiovy spisy i tištěny, celkové renesanční ilustrace ale nepostihují způsob složení desítek sfér různých typů, jejich rozměry ani relativní nepatrnost kulové Země uprostřed. Geocentrický systém je mnohem propracovanější a skutečnosti podobnější než předchozí intuitivní představy o zemi (obvykle ploché), nad kterou se klene a rotuje nebeská báň se stálicemi, mezi kterými se v oblasti zvěrokruhu proplétají hvězdy-poutníci, totiž planety. Takové představy byly od prosazení geocentrického systému v evropském myšlení již vždy jen okrajové.

## Geocentrická projekce

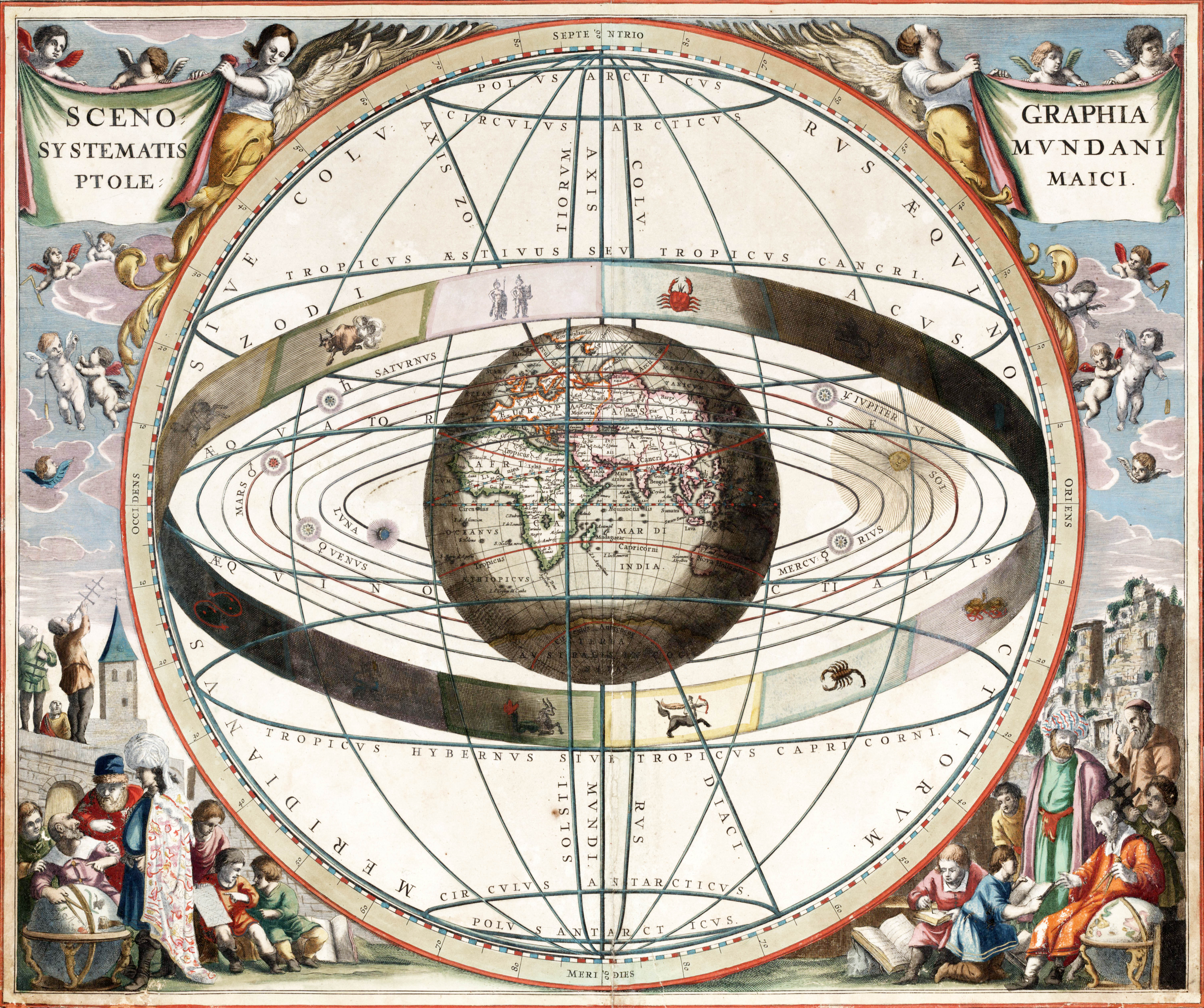
Geocentrický nákres

Princip geocentrické projekce spočívá v promítnutí zdánlivého pohybu nebeských těles (planety, hvězdy, družice…) na pozadí pozorovací scény pozorovatelné z konkrétního místa na Zemi v konkrétním čase. Trajektorie heliocentrického pohybu planet ve sluneční soustavě a vlastních cyklických pohybů všech těles v třírozměrném prostoru vesmíru se tak promítají do mnohem složitějších křivek na nebeské sféře, přičemž z těchto křivek je možné pro každý okamžik a pozorovací místo na Zemi v jejím středu odečíst souřadnice pro pozorované těleso.
Na tomto geocentrickém principu projekce je například založeno směrování astronomických dalekohledů, či princip promítání planetária.

## Moderní užívání pojmůgeocentrickýaheliocentrickýve vědě
Podle speciální teorie relativity neexistuje žádné privilegované místo ve vesmíru, které by bylo vzhledem k principu relativity v klidu.
V praktických výpočtech však musí být často určen počátek a orientace vztažné soustavy. Z praktických důvodů se často používají systémy s počátkem ve hmotném středu Země, Slunce nebo v hmotném středu sluneční soustavy, který vzhledem k hmotnosti planet leží mimo střed Slunce. Přídavná jména geocentrický a heliocentrický mohou být používána v tomto kontextu. Takový výběr vztažné soustavy však nemá žádné filozofické ani fyzikální dopady.

## Astrologie
Praktickou aplikaci geocentrické projekce požívá dodnes astrologie, která pro sestavení horoskopu na tuto projekci navazuje ještě následným promítnutím příslušných bodů do roviny ekliptiky.
Pro jednodušší způsob výpočtů aktuálních pozic vesmírných těles na pozorovací sféře či v astrologickém zvěrokruhu se používají astronomické nebo astrologické tabulky zvané efemeridy.